# Otto Gumrum
Otto Gumrum (* 26. September 1895 in München; † 3. Oktober 1966 in Bad Aibling) war ein deutscher Politiker (BP, CSU, FVP, DP).

## Leben und Beruf
Nach dem Volksschulabschluss absolvierte Gumrum eine Ausbildung zum Kraftfahrzeugtechniker. Anschließend besuchte er das Polytechnikum und bildete sich im Bereich der Verbrennungsmaschinen fort. Er trat 1914 in den öffentlichen Dienst ein und arbeitete längere Zeit im technischen Polizeidienst. Nachdem er 1925 die Prüfung für den mittleren technischen Dienst bestanden hatte, war er als Kraftfahr-Sachverständiger tätig. Gumrum nahm an beiden Weltkriegen teil und kehrte 1945 als Schwerversehrter zurück. Danach war er als Städtischer Bauamtmann in München tätig.

## Partei
Gumrum war vor 1933 Mitglied der BVP. Er trat 1947 in die Bayernpartei ein und wechselte in den 1950er-Jahren zur CSU über. Im Oktober 1956 trat er zur FVP über und gelangte durch die Fusion Anfang 1957 zur DP, für die er bei der Bundestagswahl 1957 erfolglos kandidierte.

## Abgeordneter
Gumrum war seit 1948 Ratsmitglied der Stadt München. Bei der Bundestagswahl 1953 wurde er als Mitglied der BP auf Wahlvorschlag der CSU in den Deutschen Bundestag gewählt, dem er bis 1957 angehörte. Am 26. Oktober 1956 trat er gemeinsam mit Benno Graf zur FVP-Fraktion über, die bereits im März 1957 in der DP aufging. Im Parlament vertrat er den Wahlkreis München-Nord.
| Personendaten    | Personendaten                               |
| ---------------- | ------------------------------------------- |
| NAME             | Gumrum, Otto                                |
| KURZBESCHREIBUNG | deutscher Politiker (BP, CSU, FVP, DP), MdB |
| GEBURTSDATUM     | 26. September 1895                          |
| GEBURTSORT       | München                                     |
| STERBEDATUM      | 3. Oktober 1966                             |
| STERBEORT        | Bad Aibling                                 |